# ديفيد هوي
ديفيد هوي (بالإنجليزية: David Howie)‏ (15 يوليو 1886 في المملكة المتحدة - 1930) هو لاعب كرة قدم بريطاني (وحمل سابقاً جنسية المملكة المتحدة لبريطانيا العظمى وأيرلندا) في مركز الدفاع. لعب مع نادي كيلمارنوك ونادي برادفورد بارك أفنيو.